# أنطونيو ريبيرو
أنطونيو ريبيرو (8 أكتوبر 1980 بأفيرو في البرتغال - ) هو لاعب كرة قدم كندي في مركز الوسط. شارك مع منتخب كندا لكرة القدم. أما مع النوادي، فقد لعب مع إمباكت مونتريال وسان خوسيه إيرثكويكس وTrois-Rivières Attak ‏.

## وصلات خارجية
- أنطونيو ريبيرو على موقع الدوري الأمريكي (الإنجليزية)
- أنطونيو ريبيرو على موقع قاعدة بيانات كرة القدم.إي يو (الإنجليزية)
- أنطونيو ريبيرو على موقع ناشيونال فوتبول تيمز (الإنجليزية)